# Brattbyn och Sund
Brattbyn och Sund är ett par byar i Revsunds distrikt (Revsunds socken) i Bräcke kommun i Jämtland, väster om Revsundssjön.
År 1990 räknades byarna som en småort med namnet Brattbyn + Sund av SCB.